# Stammliste des Hauses Romanow-Holstein-Gottorp

Wappen des Hauses Romanow-Holstein-Gottorp

Wappen der Zaren aller Reußen

Stammliste des Hauses Romanow-Holstein-Gottorp, einer Linie des Hauses Oldenburg (vgl. Stammliste des Hauses Oldenburg).
1. Karl Friedrich von Holstein-Gottorf (siehe Stammliste des Hauses Oldenburg #Linie Schleswig-Holstein-Gottorf) ⚭ Anna Petrowna Romanowa (1708–1728), Tochter von Peter I. (siehe Stammliste des Hauses Romanow)
  1. Karl Peter Ulrich (1728–1762), 1739–1762 als Peter III. Kaiser von Russland ⚭ 1745 Sophie Auguste von Anhalt-Zerbst-Dornburg (1729–1796), 1762–1796 als Katharina II. Kaiserin von Russland
    1. Paul I. (1754–1801), 1796–1801 Kaiser von Russland ⚭(I) 1773 Wilhelmina Luisa von Hessen-Darmstadt (1755–1776); ⚭(II) 1776 Sophie Dorothee von Württemberg (1759–1828)
      1. (I) Tochter (1776)
      2. (II) Alexander I. (1777–1825), 1801–1825 Kaiser von Russland ⚭ 1793 Elisabeth Alexejewna (1779–1826)
        1. Marija (1799–1800)
        2. Jelisaweta (1806–1808)

      3. (II) Konstantin (1779–1831) ⚭(I) 1796 Juliane von Sachsen-Coburg-Saalfeld (1781–1860); ⚭(II) 1820 Joanna Grudzińska (1795–1831)
      4. (II) Alexandra (1783–1801) ⚭ 1799 Joseph von Toskana (1776–1847)
      5. (II) Jelena (1784–1803) ⚭ 1799 Friedrich Ludwig zu Mecklenburg (1778–1819)
      6. (II) Marija (1786–1859) ⚭ 1804 Karl Friedrich von Sachsen-Weimar-Eisenach  (1783–1853)
      7. (II) Jekaterina (1788–1819) ⚭(I) 1809 Georg von Oldenburg (1784–1812); ⚭(II) 1816 Wilhelm I. von Württemberg (1781–1864)
      8. (II) Olga (1792–1795)
      9. (II) Anna (1795–1865) ⚭ 1816 Wilhelm II. der Niederlande (1792–1849)
      10. (II) Nikolaus I. (1796–1855), 1825–1855 Kaiser von Russland und 1825–1830 König von Polen ⚭ 1817 Charlotte von Preußen (1798–1860)
        1. Alexander II. (1818–1881), 1855–1881 Kaiser von Russland ⚭(I) 1841 Marie von Hessen-Darmstadt (1824–1880); ⚭(II) (morganatisch) 1880 Jekaterina Michailowna Dolgorukowa (1847–1922)
          1. (I) Alexandra (1842–1849)
          2. (I) Nikolai (1843–1865)
          3. (I) Alexander III. (1845–1894), 1881–1894 Kaiser von Russland ⚭ 1866 Dagmar von Dänemark (1847–1928)
            1. Nikolaus II. (1868–1918), 1894–1917 Kaiser von Russland ⚭ 1894 Alix von Hessen-Darmstadt (1872–1918)
              1. Olga (1895–1918)
              2. Tatjana (1897–1918)
              3. Marija (1899–1918)
              4. Anastasija (1901–1918)
              5. Alexei (1904–1918)

            2. Alexander (1869–1870)
            3. Georgi (1871–1899)
            4. Xenija (1875–1960) ⚭ 1894 Alexander Michailowitsch (1866–1933) (s. unten)
            5. Michail II. (1878–1918), 1917 (für 1 Tag) Kaiser von Russland ⚭ 1912 (morganatisch) Natalja Sergejewna Brassowa (1880–1952)
              1. Georgi Michailowitsch Brassow (1910–1931)

            6. Olga (1882–1960) ⚭(I) 1901 Peter von Oldenburg (1868–1924); ⚭(II) (morganatisch) 1916 Nikolai Alexandrowitsch Kulikowski (1882–1958)

          4. (I) Wladimir (1847–1909) ⚭ 1874 Marie zu Mecklenburg (1854–1920)
            1. Alexander (1875–1877)
            2. Kyrill (1876–1938) ⚭ 1905 Victoria Melita von Sachsen-Coburg und Gotha (1876–1936)
              1. Marija (1907–1951) ⚭ 1925 Karl III. von Leiningen (1898–1946)
              2. Kira (1909–1967) ⚭ 1938 Louis Ferdinand von Preußen (1907–1994)
              3. Wladimir (1917–1992) ⚭ 1948 Leonida Georgijewna Bagration-Muchraneli (1914–2010)
                1. Marija (* 1953) ⚭ 1976 Franz Wilhelm von Preußen (* 1943)
                  1. Georgi (* 1981) (umstritten, da eigentlich Mitglied der Hohenzollern)

            3. Boris (1877–1943) ⚭ (morganatisch) 1919 Sinaida Sergejewna Raschewskaja (1896–1963)
            4. Andrei (1879–1956) ⚭ (morganatisch) 1921 Matilda Felixowna Kschessinskaja (1872–1971)
              1. Wladimir Romanowski-Krassinski (1902–1974) (möglicherweise auch Sohn von Sergei Michailowitsch (s. unten))

            5. Jelena ⚭ 1902 Nikolaus von Griechenland und Dänemark (1872–1938)

          5. (I) Alexei (1850–1908)
          6. (I) Marija (1853–1920) ⚭ 1874 Alfred von Sachsen-Coburg und Gotha (1844–1900)
          7. (I) Sergei (1857–1905) ⚭ 1884 Elisabeth von Hessen-Darmstadt (1864–1918)
          8. (I) Pawel (1860–1919) ⚭(I) 1889 Alexandra von Griechenland und Dänemark (1870–1891); ⚭(II) (morganatisch) 1902 Olga Walerianowna Karnowitsch, verw. von Pistolkohrs, verh. Paley (1865–1929)
            1. (I) Marija (1890–1958) ⚭(I) 1908 Wilhelm von Schweden (1884–1965); ⚭(II) (morganatisch) 1917 Sergei Michailowitsch Putjatin (1893–1966)
            2. (I) Dmitri (1891–1942) ⚭ (morganatisch) 1926 Audrey Emery (1904–1971)
              1. Pawel Dmitrijewitsch Romanowski-Iljinski (1928–2004) ⚭(I) 1949 Mary Evelyn Prince (* 1925); ⚭(II) 1952 Angelica Philippa Kauffmann (* 1932)
                1. (II) Dmitri Pawlowitsch Romanowski-Iljinski (* 1954) ⚭ 1979 Martha Murray McDowell
                  1. Catherine Adair Dmitrijewna Romanowskaja-Iljinskaja (* 1981) ⚭ 2011 Sam Goddyear
                  2. Victoria Bayard Dmitrijewna Romanowskaja-Iljinskaja (* 1983) ⚭ 2013 Yves Binda
                  3. Leila McDowell Dmitrijewna Romanowskaja-Iljinskaja (* 1986)

                2. (II) Paula Maria Pawlowna Romanowskaja-Iljinskaja (* 1956) ⚭ 1980 Mark Comisar
                3. (II) Anna Pawlowna Romanowskaja-Iljinskaja (* 1959) ⚭(I) 1980 Robin de Young; ⚭(II) 1992 David Wise Glossinger
                4. (II) Michael Pawlowitsch Romanowski-Iljinski (* 1959) ⚭(I) 1985 Marcia Marie Lowe; ⚭(II) 1989 Paula Meyer (* 1965); ⚭(III) 1999 Lisa Marie Schiesler (* 1973); ⚭(IV) 2010 Deborah Gibson (* 1963)
                  1. (II) Wassilissa-Alexis Michailowna Romanowskaja-Iljinskaja (* 1994)

            3. (II) Wladimir Pawlowitsch Paley (1897–1918)
            4. (II) Irina Pawlowna Paley (1903–1990) ⚭(I) 1923 Fjodor Alexandrowitsch (1898–1968) (s. unten); ⚭(II) 1950 Hubert de Monbrison (1892–1981)
            5. (II) Natalja Pawlowna Paley (1905–1981) ⚭(I) 1927 Lucien Lelong (1889–1958); ⚭(II) 1937 John Chapman Wilson (1899–1961)

          9. (II) Alexander Alexandrowitsch Jurjewski (1868)
          10. (II) Georgi Alexandrowitsch Jurjewski (1872–1913) ⚭ 1900 Alexandra Konstantinowna von Zarnekau (1883–1957)
            1. Alexander Georgijewitsch Jurjewski (1901–1988) ⚭ 1957 Ursule Anne Marie Beer de Grüneck (1925–2001)
              1. Hans Georg Alexandrowitsch Jurjewski (* 1961) ⚭(I) 2003 Katharina Verhagen (* 1964); ⚭(II) 2013 Silvia Trumpp (* 1968)

          11. (II) Olga Alexandrowna Jurjewskaja (1873–1925) ⚭ 1895 Georg Nikolaus Nikolajewitsch von Merenberg (1871–1948)
          12. (II) Boris Alexandrowitsch Jurjewski (1876)
          13. (II) Jekaterina Alexandrowna Jurjewskaja (1878–1959) ⚭(I) 1901 Alexander Wladimirowitsch Barjatinski (1870–1910); ⚭(II) 1916 Sergei Platonowitsch Obolenski-Neledinski-Melezki (1890–1978)

        2. Marija (1819–1876) ⚭(I) 1839 Maximilian de Beauharnais (1817–1852); ⚭(II) 1856 Grigori Alexandrowitsch Stroganow (1824–1879)
        3. Olga (1822–1892) ⚭ 1846 Karl I. von Württemberg (1823–1891)
        4. Alexandra (1825–1844) ⚭ 1844 Friedrich Wilhelm von Hessen-Rumpenheim (1820–1884)
        5. Konstantin (1827–1892) ⚭ 1848 Alexandra von Sachsen-Altenburg (1830–1911)
          1. Nikolai (1850–1918) ⚭(I) (morganatisch) 1882 Nadeschda Alexandrowna Dreyer (1861–1929); ⚭(II) (morganatisch) 1901 Warwara Chmelnizka (1885–?)
            1. (I) Artemi Nikolajewitsch Romanowski-Iskander (1878–1919)
            2. (I) Alexander Nikolajewitsch Romanowski-Iskander (1887–1957) ⚭ 1912 Olga Iosifowna Rogowskaja (1893–1962)
              1. Kirill Nikolajewitsch Androssow (1915–1992) (vom Stiefvater adoptiert)
              2. Natalja Nikolajewna Androssowa (1917–1999) (vom Stiefvater adoptiert) ⚭ Nikolai Wladimirowitsch Dostal (1909–1959)

          2. Olga (1851–1926) ⚭ 1867 Georg I. von Griechenland (1845–1913)
          3. Wera (1854–1912) ⚭ 1874 Wilhelm Eugen von Württemberg (1846–1877)
          4. Konstantin (1858–1915) ⚭ 1884 Elisabeth von Sachsen-Altenburg (1865–1927)
            1. Iwan (1886–1918) ⚭ 1911 Elena Karađorđević von Serbien (1884–1962)
              1. Wsewolod (1914–1973) ⚭(I) 1939 Mary Lygon (1910–1982); ⚭(II) 1956 Emilia de Gosztonyi (1914–1993); ⚭(III) 1961 Elisabeth-Valli Knust (1930–2012)
              2. Jekaterina (1915–2007) ⚭ 1937 Ruggero Farace di Villaforesta (1909–1970)

            2. Gawriil (1887–1955) ⚭(I) 1917 Antonina Rafailowna Nesterowskaja (1890–1950); ⚭(II) 1951 Irina Iwanowna Kurakina (1903–1993)
            3. Tatjana (1890–1979) ⚭ 1911 Konstantine Aleksandres Bagration-Muchraneli (1889–1915)
            4. Konstantin (1891–1918)
            5. Oleg (1892–1914)
            6. Igor (1894–1918)
            7. Georgi (1903–1938)
            8. Natalja (1905)
            9. Wera (1906–2001)

          5. Dmitri (1860–1919)
          6. Wjatscheslaw (1862–1879)

        6. Nikolai (1831–1891) ⚭ 1856 Alexandra von Oldenburg (1838–1900)
          1. Nikolai (1856–1929) ⚭ 1907 Anastasia von Montenegro (1868–1935)
          2. Peter (1864–1931) ⚭ 1889 Milica von Montenegro (1866–1951)
            1. Marina (1892–1981) ⚭ 1927 Alexander Nikolajewitsch Golizyn (1886–1974)
            2. Roman (1896–1978) ⚭ 1921 Praskowja Dmitrijewna Scheremetewa (1901–1980)
              1. Nikolai (1922–2014) ⚭ 1952 Sveva della Gherardesca (* 1930)
                1. Natalja (* 1952) ⚭ 1973 Giuseppe Consolo (* 1948)
                2. Jelisaweta (* 1956) ⚭ 1983 Mauro Bonancini (* 1950)
                3. Tatjana (* 1961) ⚭(I) Giambattista Alessandri; ⚭(II) Giancarlo Tirotti

              2. Dmitri (1926–2016) ⚭(I) 1959 Johanna von Kauffmann (1936–1989); ⚭(II) 1993 Dorrit Reventlow (* 1942)

            3. Nadeschda (1898–1988) ⚭ 1917 Nikolai Wladimirowitsch Orlow (1891–1961)
            4. Sofija (1898)

        7. Michail (1832–1909) ⚭ 1857 Cäcilie von Baden (1839–1891)
          1. Nikolai (1859–1919)
          2. Anastasija (1860–1922) ⚭ 1879 Friedrich Franz III. zu Mecklenburg (1851–1897)
          3. Michail (1861–1929) ⚭ (morganatisch) 1891 Sophie von Merenberg (1868–1927)
            1. Anastasija Michailowna de Torby (1892–1977) ⚭ 1917 Harold August Wernher (1893–1973)
            2. Nadeschda Michailowna de Torby (1896–1963) ⚭ 1916 George Mountbatten (1892–1938)
            3. Michail Michailowitsch de Torby (1898–1959)

          4. Georgi (1863–1919) ⚭ 1900 Maria von Griechenland und Dänemark (1876–1940)
            1. Nina (1901–1974) ⚭ 1922 Pawle Alexandrowitsch Tschawtschawadse (1899–1971)
            2. Xenija (1903–1965) ⚭(I) 1921 William Bateman Leeds Jr. (1902–1971); ⚭(II) 1946 Herman Jud (1911–1987)

          5. Alexander (1866–1933) ⚭ 1894 Xenija Alexandrowna (1875–1960) (s. oben)
            1. Irina (1895–1970) ⚭ Felix Felixowitsch Jussupow (1887–1967)
            2. Andrei (1897–1981) ⚭(I) 1918 Jelisaweta Fabrizijewna Sasso (1886–1940); ⚭(II) 1942 Nadine Sylvia Ada McDougall (1908–2000)
              1. (I) Xenija (1919–2000) ⚭(I) 1945 Calhoun Ancrum (1915–1990); ⚭(II) 1958 Geoffrey Tooth (1908–1998)
              2. (I) Michail (1920–2008) ⚭(I) 1953 Esther Jil Murphy (* 1921); ⚭(II) 1954 Shirley Crammond (1916–1983); ⚭(III) 1993 Giulia Gemma Crespi (* 1930)
              3. (I) Andrei (* 1923) ⚭(I) 1951 Jelena Konstantinowna Durnewa (1927–1992); ⚭(II) 1961 Kathleen Norris (1935–1967); ⚭(III) 1969 Ines Storer (* 1933)
                1. (I) Alexei (* 1953) ⚭ 1987 Zoe Lacey (* 1956)
                2. (II) Pjotr (* 1961) ⚭ 2009 Barbara Anna Jürgens
                3. Andrei (* 1963) ⚭ 1989 Elisabeth Maria Flores (* 1964)
                  1. Natalja (* 1993)

              4. (II) Olga (* 1950) ⚭ 1975 Thomas Mathew (* 1945)

            3. Fjodor (1898–1968) ⚭ 1923 Irina Pawlowna Paley (1903–1990) (s. oben)
              1. Michail (1924–2008) ⚭(I) 1958 Helga Staufenberger (* 1926); ⚭(II) 1994 Mercedes Ustrell-Kabani (* 1960)
                1. Michail (1959–2001)
                  1. (unehelich) Tatjana (* 1986) (adoptiert von ihrem Großvater und dessen zweiter Frau, die ihre Mutter ist. Ihr Großvater ist also zugleich auch ihr Adoptiv- und Stiefvater)

              2. Irina (* 1934) (eigentlich Tochter aus der zweiten Ehe ihrer Mutter) ⚭(I) 1955 André Jean Pelle (* 1923); ⚭(II) 1962 Victor-Marcel Soulas (* 1938)

            4. Nikita (1900–1974) ⚭ 1822 Marija Illarionowna Woronzowa-Daschkowa (1903–1997)
              1. Nikita (1923–2007) ⚭ 1961 Jane Anna Schoenwald (* 1933)
                1. Fjodor (1974–2007)

              2. Alexander (1929–2002) ⚭ 1971 Maria Valguarnera di Niscemi (* 1931)

            5. Dmitri (1901–1980) ⚭(I) 1931 Marina Sergejewna Golenischtschewa-Kutusowa (1912–1969); ⚭(II) 1954 Margaret Sheila Chisholm (1898–1969)
              1. (I) Nadeschda Dmitrijewna Romanowskaja-Kutusowa (1933–2002) ⚭(I) 1952 Anthony Bryan Allen (* 1931); ⚭(II) 1977 William Thomas Hall Clark (1924–1995)

            6. Rostislaw (1902–1978) ⚭(I) 1928 Alexandra Pawlowna Golizyna (1905–2006); ⚭(II) 1944 Alice Baker Eilken (1923–1996); ⚭(III) 1954 Hedwig Maria Gertrud Eva von Chappuis (1905–1997)
              1. (I) Rostislaw (1938–1999) ⚭(I) 1960 Stephena Verdel Cook (* 1938); ⚭(II) 1980 Christia Ipsen (* 1949)
                1. (I) Stephena (* 1963) ⚭ William Porter Bogis III.
                2. (II) Alexandra (* 1983)
                3. (II) Rostislaw (* 1985)
                  1. (unehelich) Rostislaw (* 2013)

                4. (II) Nikita (* 1987)

              2. (II) Nikolai (1945–2000) ⚭ 1966 Pamela Kusinowskaja
                1. Nicolas Christopher (* 1968) ⚭ 1995 Lisa Maria Flow (* 1971)
                  1. Cory Christopher (1994–1998)
                  2. Caroline (* 2000)
                  3. Jenny (* 2003)

                2. Daniel Joseph (* 1972) ⚭ 2004 Su Kim (* 1971)
                  1. Madison (* 2007)
                  2. Daniel (* 2009)

                3. Heather Noelle (* 1976) ⚭ 2006 Joseph Munao (* 1976)

            7. Wassili (1907–1989) ⚭ 1931 Natalja Alexandrowna Golizyna (1907–1989)
              1. Marina (* 1940) ⚭ 1967 William Laurence Bidleston (* 1938)

          6. Sergei (1869–1918)
          7. Alexei (1875–1895)

      11. (II) Michail (1798–1849) ⚭ 1824 Charlotte von Württemberg (1807–1873)
        1. Maria (1825–1846)
        2. Jelisaweta (1826–1845) ⚭ 1844 Adolf I. von Luxemburg (1817–1905)
        3. Jekaterina (1827–1894) ⚭ 1851 Georg zu Mecklenburg (1824–1876)
        4. Alexandra (1831–1832)
        5. Anna (1834–1836)

    2. Anna (1757–1759)